# Dunya Mikhail
Dunya Mikhail, née en 1965 à Bagdad en Irak, est une poétesse irako-américaine installée aux États-Unis.

## Biographie
Dunya Mikhail naît en 1965 à Bagdad en Irak où elle grandit. Elle est issue d'une famille assyrienne catholique chaldéenne,. Elle est diplômée d'une licence en arts de l'université de Bagdad.
Dunya Mikhail travaille comme journaliste, rédactrice en chef de la section littéraire du Baghdad Observer (en) , journal anglophone pour lequel elle effectue aussi des traductions. Elle se retrouve d'abord interrogée par les autorités irakiennes sous Saddam Hussein, puis elle est en butte à des menaces et à un harcèlement croissants de la part des autorités irakiennes pour ses écrits ; Dunya Mikhail fuit l'Irak en 1996 et se rend d'abord en Jordanie, puis s'installe finalement aux États-Unis. Elle y devient citoyenne américaine. Elle se marie et élève une fille. Elle effectue des études sur le Proche-Orient et obtient une maîtrise à la Wayne State University.
En 2001, Dunya Mikhail reçoit le Prix des droits de l'homme des Nations unies pour la liberté d'écrire.
Dunya Mikhail parle et écrit en arabe et en anglais. Ses œuvres comprennent le recueil de poésie The War Works Hard, qui remporte le prix du fonds de traduction du PEN American center ; elle est présélectionnée pour le Griffin Poetry Prize, et son ouvrage est primé comme l'un des meilleurs livres de 2005 par la New York Public Library (« Bibliothèque publique de New York »). Avec son œuvre, The Diary of a Wave Outside the Sea (« Le journal d'une vague hors de la mer »), qui mélange les genres littéraires, elle remporte le prix du Livre arabe américain. Sa poésie est publiée notamment dans Poetry International, dans Modern Poetry in Translation, dans le London Times.
Ses poèmes figurent aussi dans des anthologies telles que World Beat: International Poetry Now publié par New Directions, Flowers of Flame: Unheard Voices of Iraq et Iraqi Poetry Today: Modern Poetry in Translation.
Les honneurs et distinctions reçus par Dunya Mikhail comprennent la bourse Guggenheim, la bourse de la Knights Foundation, la bourse Kresge et le Prix des droits de l'homme des Nations unies pour la liberté d'écrire. Elle est la cofondatrice du Forum mésopotamien pour l'art et la culture, une organisation communautaire du Michigan. Elle travaille comme maîtresse de conférence spéciale d'arabe à l'université d'Oakland dans le Michigan.

## Principales œuvres
- The War Works Hard (trad. Elizabeth Winslow), New Directions Publishing, 2005 (ISBN 978-0-8112-1621-0, lire en ligne) (nommée pour l'International Griffin Poetry Prize 2006)[8].
- Diary of a Wave Outside the Sea, New Directions Publishing, 2009 (ISBN 978-0-8112-1831-3, lire en ligne).
- The Iraqi Nights, Translated by Kareem James Abu-Zeid, New Directions Publishing Corporation, 2014,  (ISBN 9780811222860)
- The Theory of Absence, Chinese University Press, 2014  (ISBN 9789629966188).
- The Beekeeper: Rescuing the Stolen Women of Iraq, translated by Max Weiss and Dunya Mikhail. New Directions Publishing Corporation. 2018.  (ISBN 978-0811226127)[9].
- In Her Feminine Sign, New Directions Publishing Corporation, 2019.